# 風洞

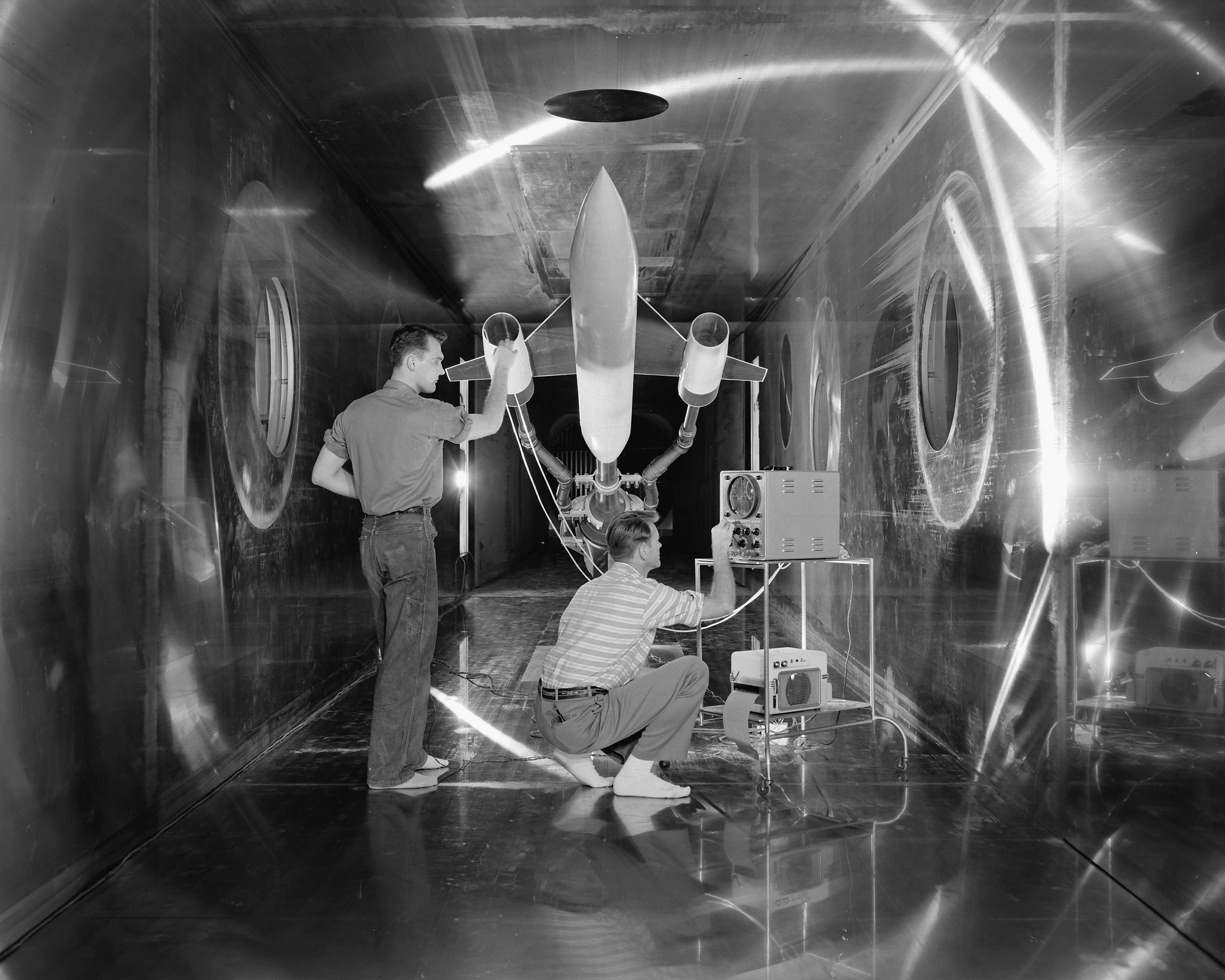
測定部に設置された飛行機模型
（グレン研究センター 1957年）

風洞（ふうどう、英: wind tunnel, WT）は、人工的に小規模な流れを発生させ、実際の流れ場を再現・観測する装置ないし施設。発生させた流れの中に縮小模型などの試験体を置き、局所的な風速や圧力の分布・力・トルクの計測、流れの可視化などを行う。

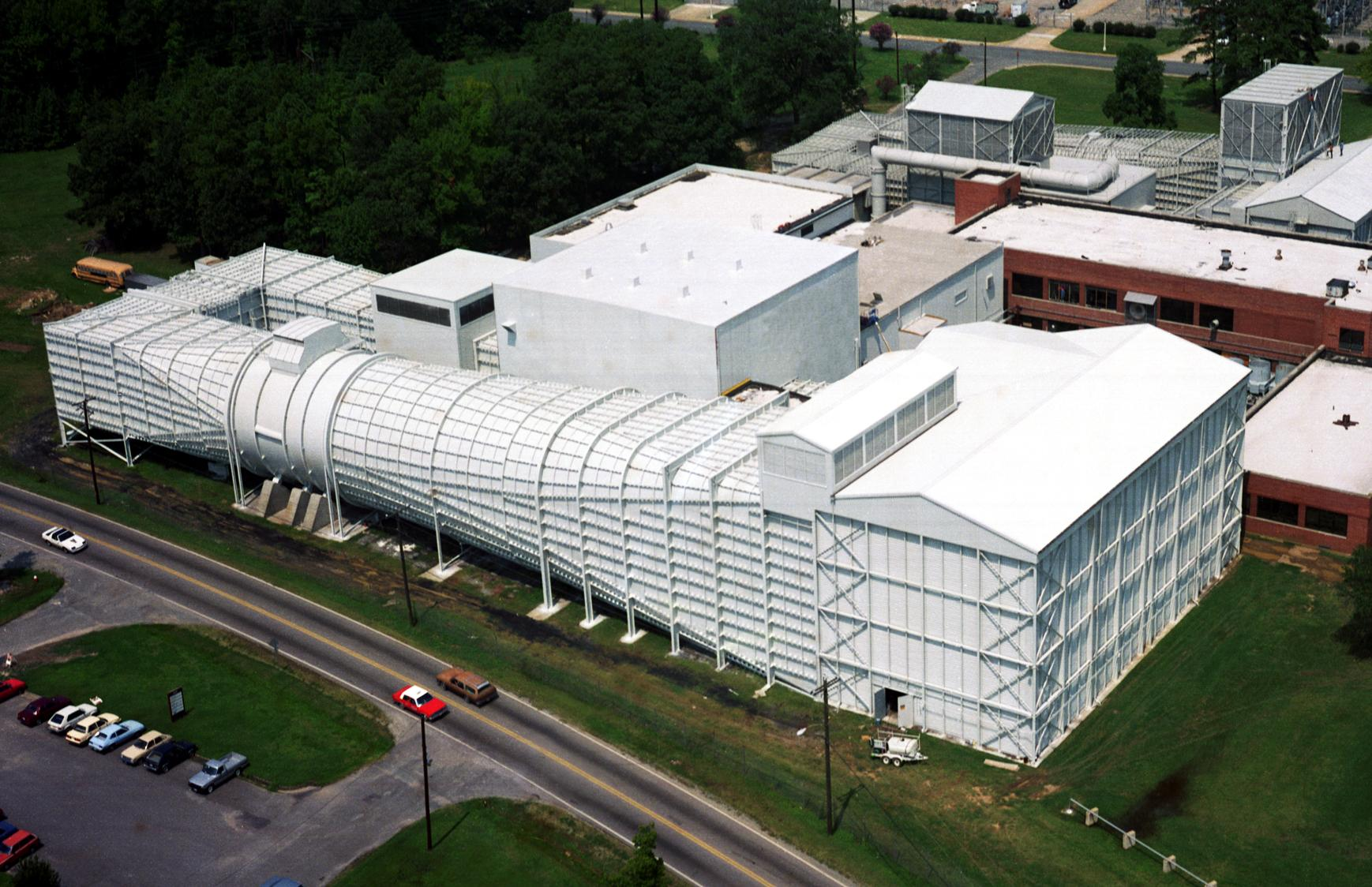
14x22フィート 亜音速風洞の施設

風洞を用いたこのような実験は風洞実験あるいは風洞試験と呼ばれ、航空機・鉄道車両・自動車など高速で移動する輸送機械や、高層ビル・橋梁など風の影響を受け易い建築物の設計に用いられている。
風洞実験は、流体力学全体から見ると、理論 (Analitycal Fluid Dynamics, AFD) と数値計算 (Computational Fluid Dynamics, CFD) と対比して実験流体力学 (Experimental Fluid Dynamics, EFD) と呼ばれる研究手法に位置づけられる。

## 概要
古くは19世紀から使用されている。
飛行機は静止した空気中を進んでいるが、飛行機から見れば空気の方が前方から後方へと流れている。そこで模型に風をあてて実験する方法が考え出された。風洞はこのような実験のために製作された送風システムである。
流れの模擬において重要なのが、レイノルズ数とマッハ数である。模型の形状に加えて、これらの無次元量を現実と一致させれば、状態を模擬できることが知られており、これを相似則という。
また、航空機だけではなく自動車やオートバイの風洞実験も行われている。特にF1などに代表される純粋なレーシングカーでは、空気力学的に優れた性能を持つ車が勝つ可能性が高いため、風洞実験は非常に重要性が高い。

## 歴史

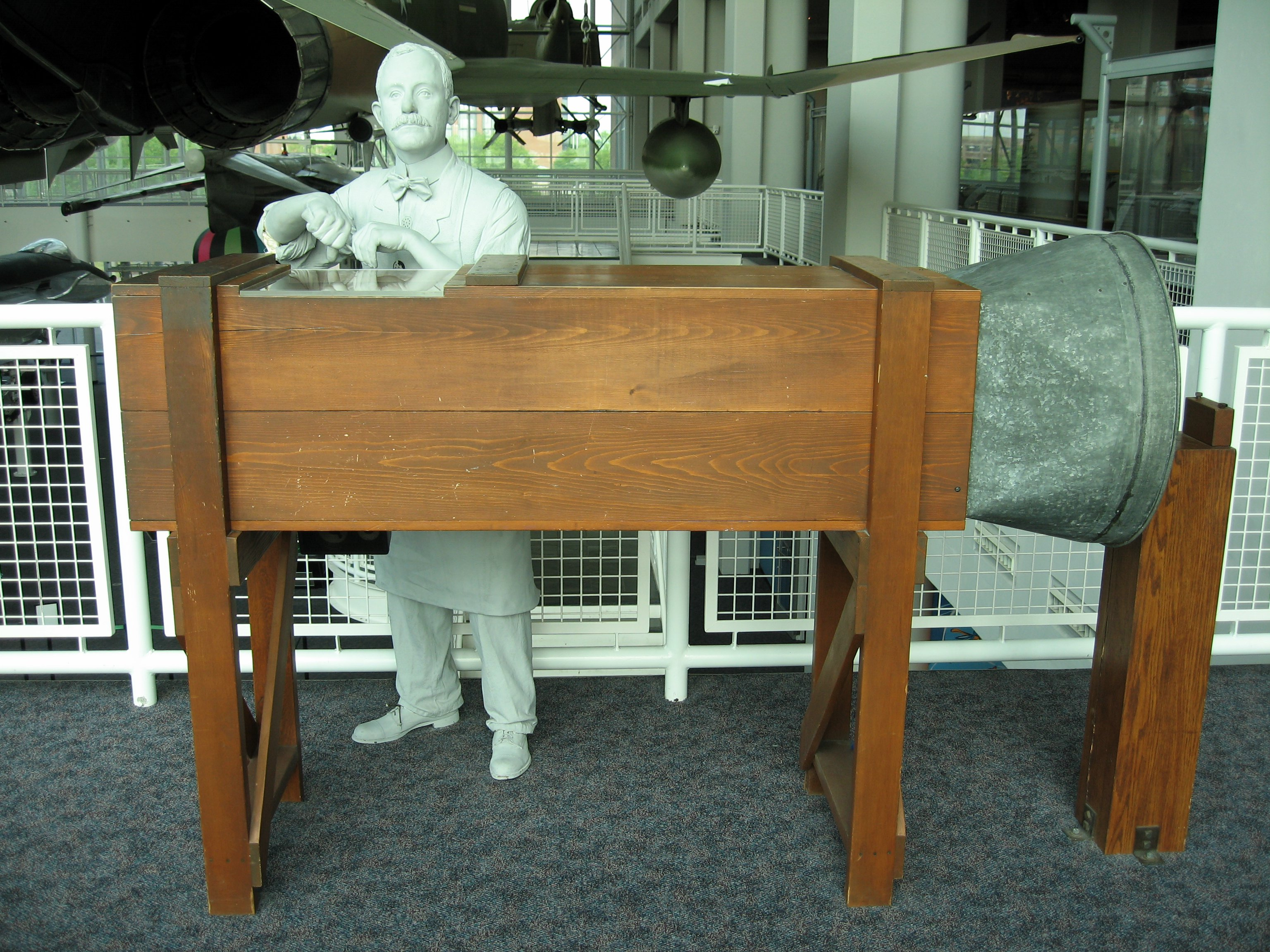
ライト兄弟の風洞のレプリカ（ウードヴァール＝ハズィ・センター）

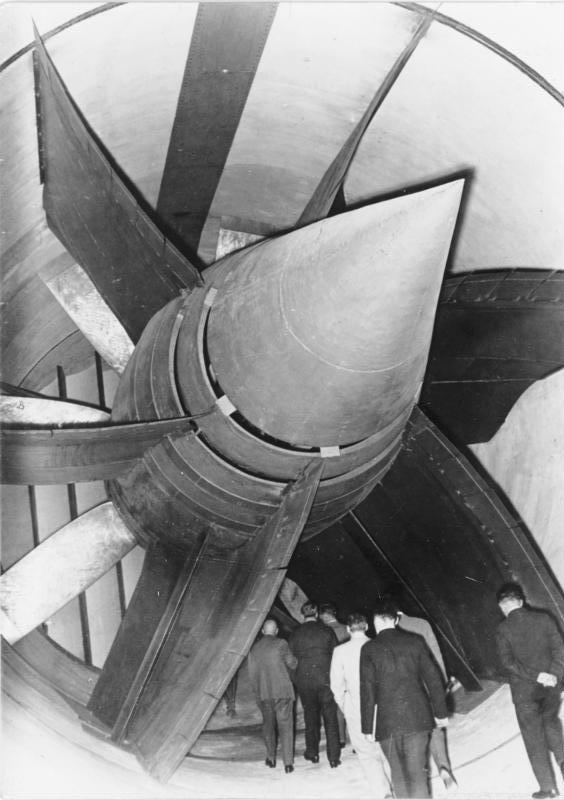
ドイツの航空研究所（1935年）

イギリスの軍事工学者・数学者のベンジャミン・ロビンズ (1707 - 1751) は、空気抵抗を測定するために回転アーム (whirling arm) を発明し、空力学上のパイオニア的な実験を行なった。
ジョージ・ケイリー卿 (1773 - 1857) も回転アームを使い、様々な翼型の空気抵抗や揚力を測定している。彼の回転アームは腕が5フィートの長さで、先端の速度は10フィート毎秒ないし20フィート毎秒を達成していた。
しかしながら、回転アームは測定対象物に対して安定した空気流を当てることが出来なかった。測定対象物は自分が後に作り出す乱流の中を動くという事実が、本来知りたい空気流による影響を評価することを困難にした。イギリス航空学会の評議委員フランシス・ハーバート・ウェナム (1824 - 1908) はこの問題に取り組み、1871年に風洞を発明した。ウェナムと同僚のブラウニングは揚抗比の測定、高アスペクト比翼の有利な特性など、基礎的な発見を成し遂げている。
スウェーデンのカール・ニューベリ (Carl Rickard Nyberg, 1858 – 1939) は風洞を用いて1897年から蒸気動力飛行機フルガンの設計に取り組んだが、満足な飛行は達成できずに終わった。
実験屋の大御所、マンチェスター大学のオズボーン・レイノルズ (1842-1912) は縮小模型の周りの空気流を実物と同じ形にするためには、ある係数に着目すべきであることを実験的に示した。その係数が現在で言う所のレイノルズ数である。
ライト兄弟も1901年に簡素な風洞装置を自作して翼型の研究を約1年間おこない、その知見を活かして3号グライダーを製作、そして革命的なライト・フライヤー1号の開発に成功した。なお、当時アメリカでは風洞はほとんど知られていなかった。その後の航空力学・航空工学における風洞の使用は、飛行機の実用化に大きな貢献を果たした。
風洞は、大きさや気流の速度に限界がある。戦前から第二次大戦中にかけてペーネミュンデのドイツ人科学者たち（V1飛行爆弾・V2ロケットの開発者たち）は風洞を使用したが、彼らは風洞を大型化するという困難な問題を克服した。彼らの革新的な研究はドイツの航空を躍進させることに役立った。
近年では風洞と模型を使わずコンピュータによるシミュレーションも行われている。

## 基本構造
基本的には筒の中に、流れを作り出す送風機、流れを整える整流器、測定を行う測定部が設置された構造である。
送風機
流れを作り出す。遷音速までの比較的遅い流れにはファンが用いられ、それ以上には圧縮空気が用いられる。
冷却部
風速が上がることで発生する断熱圧縮により上昇した気温を下げ、測定に適した気温に調整する。基本的には送風機と整流部の間に設けられるが、測定部の後方に補助冷却部を置くケースも有る。
整流部
流れを整えるための部分。この部分が風洞内では一番流速が低い。多数の穴に流れを通し、乱れを取り除く。通常は何枚かの金網が用いられる。
縮流部（ノズル）
整流部の低い流速から測定部の流速まで一気に加速する部分。
測定部（テストセクション）
模型を設置し、測定を行う部分。測定部は壁がない場合と壁で密閉されている場合がある。壁がない場合、試験体の取り外しが容易で、壁による流れへの影響がない一方、流れの外側の気体が静止していることによる影響等がある。壁がある場合はその逆となる。
また、模型の設置方法にも、支柱で下から支える、ワイヤーでつるす等様々なものがある。
拡大部 (ディフューザー)
回流型風洞にのみ設けられ、還流部分の大半を占める。測定部から整流部までの間に流速を徐々に下げる。
そのほか回流型風洞には流れの方向を変えるための曲り部がある。方向を変えることによって流れを乱さないように内部にはコーナーベーンと呼ばれる案内羽根が設けられる。

## 種類

### 構造による分類

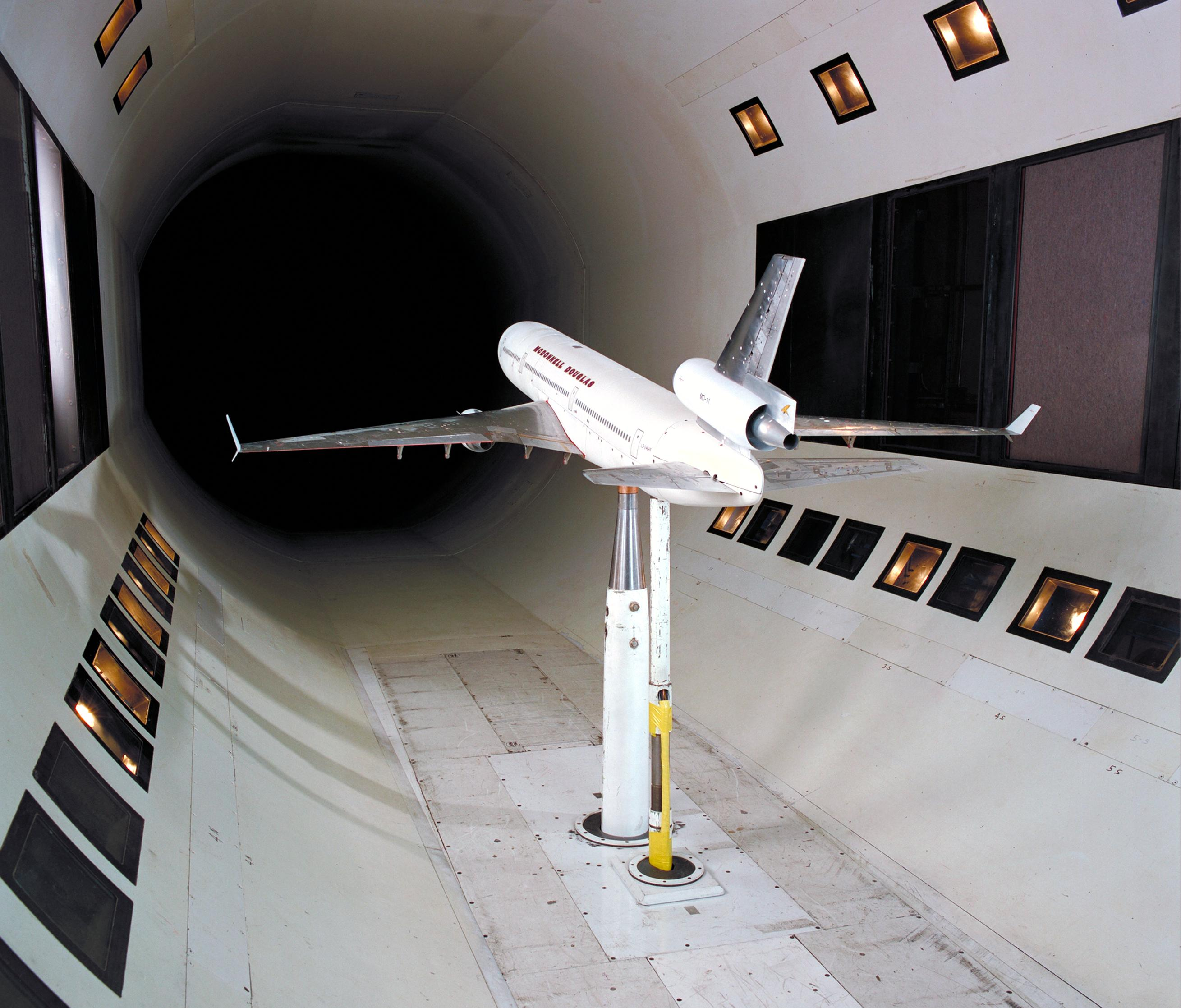
風洞内に設置されたマクドネル・ダグラス MD-11の模型

開放型風洞
エッフェル型風洞とも呼ばれる。使用した流れを外気に放出する方式。実験中の温度変化は小さいが、停止している流れを加速させるため、流れを作るのに大きな動力を必要とする。その代わりに建設コストが低いという長所がある。
回流型風洞
一度使用した流れを回流させて、再び使用する方式。流れを作るのに必要な動力が小さくてすみ、また外部環境の影響を受けにくい長所があるが、流れが温度変化を起こしやすく、またフィードバック系になるので流速に脈動が起きる場合もありその対策を考慮する必要がある。また実験装置自体は開放型に比べて大型となる。このタイプの風洞ではゲッチンゲン型風洞と呼ばれるものが有名である。プラントルが考案した。
また送風の方法として、吹き出し式・吸い込み式・両者の併用がある。

### 流速（マッハ数）による分類
低速風洞、亜音速風洞、遷音速風洞
ファンによって流れを作り出す。最も広く普及しているタイプである。
遷音速風洞は試験体の存在による流れのチョークや、風洞内で衝撃波が反響して測定値が不正確になる問題から実用化は1950年と遅かった。
超音速風洞、極超音速風洞
ファンを用いて超音速流れを作ることは困難であるため、圧縮空気を開放する方式や、真空タンクに吸い込む方式、これらを組み合わせた方式が使用される。これらの方式では開放時の断熱膨張によって温度が急激に低下するため、ボイラー等であらかじめ空気を熱しておく必要がある。
ドイツV-2ロケットの試験設備にはマッハ5で運転可能な360mmの風洞があったとされ、アメリカでも1947年11月にNACAラングレーの280mm風洞にてマッハ6.9での運転に成功している。

### 大きさによる分類
一般に風洞の大きさは「1m×1mの風洞」というように測定部の断面積を用いて表す。ただしモータースポーツ業界では、レーシングカーの開発に利用される風洞を、実際に製造する自動車の大きさと測定に使用可能な試験体の大きさを比較した割合を用いて「50%スケールの風洞」等と表現することが多い。
1931年にはNACAラングレー研究所に 9m×18m の測定部を持つ大型実物大風洞が建設され、ブルースター・バッファロー戦闘機の実機を持ち込んテストし最高速度を 10%向上させている。

### その他の風洞
動粘性係数を変えるために二酸化炭素などの気体を用いたり、圧力を調節できる風洞が存在する。風洞ではないが、流体自体を水や鉱物油（ミネラルオイル）に変えた水槽も存在する。これらを利用すると、同じレイノルズ数を得るために必要な流速を抑えたりすることができる。また、風洞内床面や風洞気流温度を任意の温度に調節することのできる風洞もある（温度成層風洞）。

## 特徴

### 利点

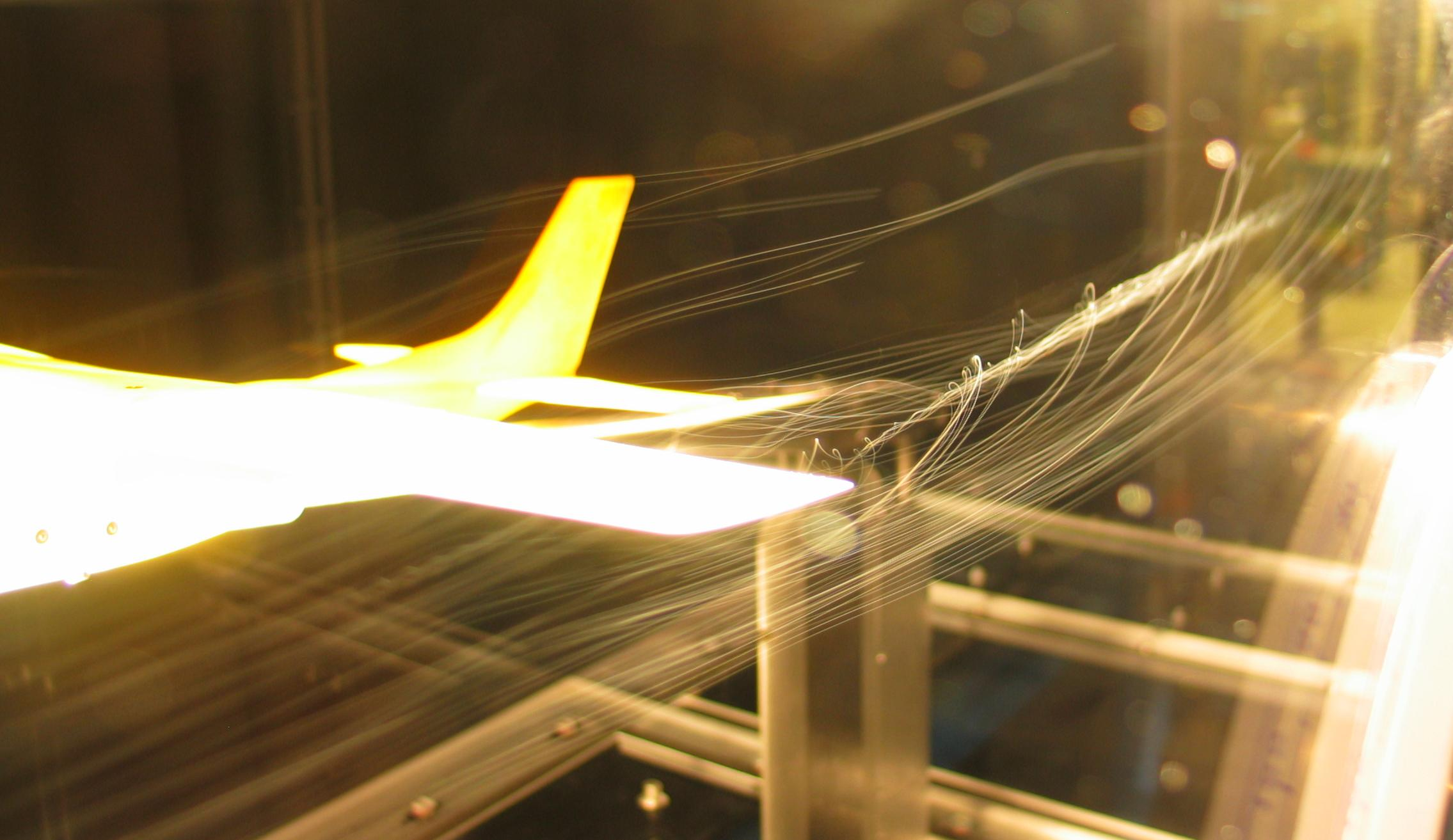
煙によって可視化された翼端渦（セスナ 182の模型）

風洞で得られる流れは普通の風に比べ乱れが少なく、安定した測定結果を得ることができる。風洞によっては流れを可視化するための装置（煙やPIV, PTVなど）や、力やトルク（モーメント）を測定する天秤が備え付けられており実験を容易にする。

### 欠点
高コスト
風洞自体の製造、維持コストに加え、試験体の製作コストが大きい。フォーミュラ1マシンの設計には風洞設備が欠かせないが、風洞を稼働させる電気代だけでも年間100万ポンド（約1億5600万円）以上にもなると推計されている。
レイノルズ数とマッハ数の不一致
風洞実験に使用される試験体のうち、実際の物に比べて小型となっている場合(航空機など)には、レイノルズ数とマッハ数の両者を同時に一致させることは困難である。このため実験目的によりどちらか一方のみを一致させている。一般に圧縮性の影響が出るM 0.3以上ではマッハ数を一致させる。レイノルズ数が一致しないため、流れ場は厳密には実際のものと異なる。
以下の誤差影響が大きくなる場合もある。
閉塞による影響
風洞は一定の閉塞された空間となっている。風洞の実験空間おいて試験体が占める割合は、通常の空間において物体が占める割合に比べて大きい。このとき試験体が置かれている部分では風洞の断面積が小さくなっていると言うことができ、それにより試験体回りでは一様流に比べて流速が上がる。物体の占める割合が大きくなると、閉塞による影響が無視できなくなる。このため、様々な補正法が考案されている。
試験体以外の物体による影響
壁面には境界層が発達するため、これを避けるように、壁からある程度の間隔をとって試験体を設置する、といった対策が必要になる。一般に風洞の境界層は、航空機等の飛翔体の場合、壁面から十分に距離が取れるため大きな問題となることはない。問題となるのは、地面効果を模擬する必要がある航空機の離着陸、自動車（特にレーシングカー）、電車、建築などである。この場合、試験体を風洞壁面に近づけて地面効果を模擬するのが一般的であるが、壁面には境界層が発達しており、その影響が避けられない。そこで、床面にベルトコンベアーのようなムービングベルトの設置、床面のかさ上げ、境界層の吸い込みなどを行い境界層の発達を防ぐ対策が行われることもある。建築では、逆に非常に分厚い境界層を模擬する必要があり、そのための仕掛けが行われる。
また航空機の場合、試験体の固定のためにストラット（支柱）やワイヤーを利用するため、これによって空気力が本来の目的である試験体のみの場合と異なって測定される。場合によっては、これを補正するための実験が行われる。
流れを可視化するためのトレーサーには、物性が明確、測定対象や内部の機器への影響が少ないなど、人体に影響が無いなどの条件が求められる。燻煙式殺虫剤であるバルサンは入手性が良く物性が知られていることや、家庭向けであるため電化製品への影響が無く、短時間の換気で人体への影響が無くなることから日本では多く使われていた。

## 数値流体力学との関係
近年、コンピュータによるシミュレーション（数値流体力学, CFD）がしばしば空気力学や熱力学などの設計に利用される。これは風洞に比べてコストが小さい上、実験開始までにかかる時間も少ない（風洞は模型製作などに時間を要する）ためである。ただし、風洞は実験が始まればシミュレーションよりも様々な実験条件で、高速に大量のデータを得ることができる（生産性が高い）。また、CFDに比べて一般にデータ信頼性が高い。
このため、シミュレーションで傾向を見てある程度目星をつけ、風洞で定量的に確認する、などといったように併せて用いられるのが一般的である。